# NGC 7070
NGC 7070 est une galaxie spirale barrée située dans la constellation de la Grue. Sa vitesse par rapport au fond diffus cosmologique est de 2 164 ± 16 km/s, ce qui correspond à une distance de Hubble de 31,9 ± 2,3 Mpc (∼104 millions d'al). NGC 7070 a été découverte par l'astronome britannique John Herschel en 1834.
La classe de luminosité de NGC 7070 est III-IV et elle présente une large raie HI.
À ce jour, une mesure non basée sur le décalage vers le rouge (redshift) donne une distance d'environ 30,300 Mpc (∼98,8 millions d'al). Cette valeur est à l'intérieur des valeurs de la distance de Hubble.

## Groupe de NGC 7079
Selon A. M. Garcia NGC 7070 fait partie du groupe de NGC 7079. Ce groupe de galaxies renferme au moins neuf membres. Les autres galaxie sont NGC 7079, NGC 7097, NGC 7107, NGC 7070A (PGC 66909), NGC 7097A (PGC 67160), ESO 287-37 et ESO 287-43.
D'autre part, selon Gérard de Vaucouleurs, Antoinette de Vaucouleurs et Harold Corwin, NGC 7070 et NGC 7070A (PGC 66909) forment une paire de galaxies. La distance de Hubble de NGC 7070A est de 32,11 ± 2,27 Mpc (∼105 millions d'al), ce qui confirme qu'il s'agit d'une paire réelle.

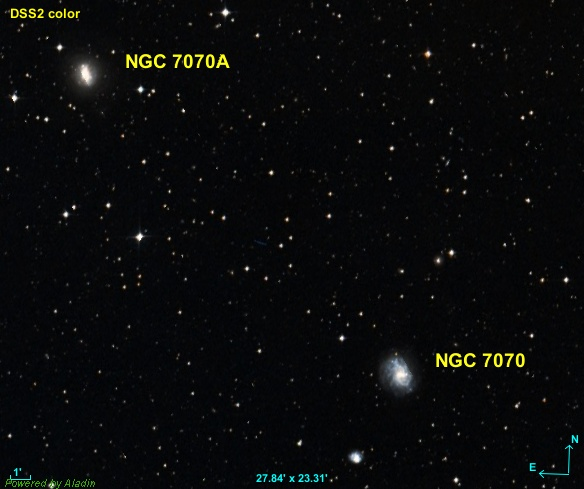
La paire de galaxie NGC 7070 et NGC 7070A.